# 皋月杜鹃
皋月杜鹃（学名：Rhododendron indicum）为杜鹃花科杜鹃花属下的一个种。

## 扩展阅读
- 維基物種上的相關：皋月杜鹃